# Uliești
Uliești è un comune della Romania di 4 451 abitanti, ubicato nel distretto di Dâmbovița, nella regione storica della Muntenia.
Il comune è formato dall'unione di 7 villaggi: Croitori, Hanu lui Pală, Jugureni, Mânăstioara, Olteni, Ragu, Uliești.